# Sulfure de cadmium et de zinc
Le sulfure de cadmium et de zinc, souvent appelé sulfure de zinc et de cadmium, est un composé chimique de formule générale Cd1–xZnxS. Il s'agit d'une solution solide de sulfure de cadmium CdS et de sulfure de zinc ZnS en proportions variables connu de longue date pour ses propriétés de photoluminescence,.

## Utilisation
Le sulfure de cadmium et de zinc est surtout connu du grand public à la suite de son utilisation grandeur nature par l'armée américaine dans le cadre de l'opération LAC (en) (Large Area Coverage) pour modéliser, sur le sol américain et canadien avec l'aide de l'université Stanford à la fin des années 1950 et sur le sol britannique avec l'aide de Porton Down au début des années 1960, la dispersion d'armes biologiques susceptibles d'être utilisées par l'URSS lors de la guerre froide. Le sulfure de cadmium est susceptible de s'accumuler le long des chaînes alimentaires, par exemple dans les plantes et les fruits de mer. L'exposition prolongée ou répétée au sulfure de cadmium est susceptible d'avoir des effets nocifs sur les reins, les os et les voies respiratoires, et de conduire à des insuffisances rénales, de l'ostéoporose et des inflammations chroniques des voies respiratoires.

## Recherches
Des solutions solides de Cd1–xZnxS avec des taux de zinc de 0,2 ≤ x ≤ 0,35 ont fait l'objet de recherches dans le cadre de la production d'hydrogène par craquage de l'eau à partir de solutions aqueuses contenant des anions SO32−/S2− comme réactifs sacrificiels en lumière visible. La texture et les propriétés structurelles et catalytiques de la surface de ces matériaux a été étudiée par isothermes d'adsorption de l'azote, spectroscopie ultraviolet-visible, microscopie électronique à balayage et cristallographie aux rayons X parallèlement à la production d'hydrogène à partir de l'eau en lumière visible. La cristallinité et la structure de bandes des matériaux Cd1–xZnxS dépend de leur concentration molaire x en zinc. Le rendement de production d'hydrogène croît pour x allant de 0,2 à 0,3 puis décroît au-delà jusqu'à 0,35.
D'autres recherches ont étudié les nanomatériaux en Cd1–xZnxS, tels que des boîtes quantiques avec dispersion de nickel.